# Vinni Triboulet
Vinni Triboulet, né le 18 juin 1999 à Douala au Cameroun, est un footballeur camerounais qui joue au poste d'attaquant au Botev Plovdiv.

## Biographie
Né à Douala au Cameroun, Vinni Triboulet est formé par l'AS Nancy-Lorraine. Il joue son premier match en professionnel le 30 novembre 2018, lors d'une rencontre de championnat face à l'US Orléans. Titularisé ce jour-là, il se fait remarquer en inscrivant également son premier but en ouvrant le score. Son équipe s'impose finalement par deux buts à zéro. Le 19 décembre 2018, il signe son premier contrat professionnel avec Nancy.
En septembre 2019, il est prêté au RE Virton pour une saison.
Après une saison 2021-2022 cauchemardesque pour l'AS Nancy-Lorraine, qui termine dernier du championnat et est relégué en National, Vinni Triboulet fait partie des joueurs en fin de contrats en juin 2022, non retenus par le club.
En octobre 2022 il effectue un essai au Stade lavallois, avant de s'engager au Beroe Stara Zagora, club de première division bulgare, le 25 octobre 2022.